# Jeanne de Calletot
 (mai 2011).
Si vous disposez d'ouvrages ou d'articles de référence ou si vous connaissez des sites web de qualité traitant du thème abordé ici, merci de compléter l'article en donnant les références utiles à sa vérifiabilité et en les liant à la section « Notes et références ».
Jeanne de Calletot, fille de Robert de Calletot, baron de Berneval en Caux et Jeanne de Houdenc, épouse en 1304 Jean Ier de Montmorency d'où sont issus :
- Charles Ier de Montmorency (1307 - 11 septembre 1381), seigneur de Montmorency, grand panetier, maréchal de France, gouverneur de Picardie
- Jean de Montmorency (? - 6 juillet 1363), Évêque d'Orléans
- Mathieu de Montmorency d'Avraimesnil
- Isabelle de Montmorency (1310 - 1341), épouse en 1336 Jean II de Châtillon
- Jeanne de Montmorency
- Ne (peut-être Jeanne) de Montmorency, épouse de Mathieu de Launay, fils de Jean de Launay, sgr de lannay et Thieusies, baron de Rumes, Grand bailli du Hainaut et Marie d'Enghien, dame de Thieusies.

Vers 1347, elle épouse Guillaume II de Rochefort (vers 1292 † 1347), seigneur de Rochefort et d'Assérac et de Châteauneuf-en-Saint-Malo

## Généalogie Maison de Calletot
Guillaume de Calletot & Marie de Vernon → Robert de Calletot & Jeanne (Marguerite) de Houdenc → Jeanne de Calletot
Une charte du 18 juin 1284 par acte de Philippe III le Hardi, roi de France, énumère les biens échangés entre les religieux de l’abbaye de Saint-Denis et Guillaume de Calletot.
Guillaume de Calletot marié à Marie de Vernon (fille de Richard de Vernon et Luce du Hommet)  était châtelain de Montmélian qui comprenait les terres de Plailly, Gouvieux, Auvers et Roberval, ainsi que différents droits ou revenus possédés dans les diocèses de Meaux, Senlis et Beauvais et dans le Vexin Français. Tous ces biens furent échangés contre les de Berneval (le Grand et le Petit), le manoir de Berneval à Vassonville et à Vorgimont, Saint Martin en Campagne et toutes autres propriétés ; terres, droits de hautes et basses justices et tous autres revenus, ainsi que le moulin d’Ancourt, maison à Dieppe, terres et granges de Fresles, droits dans la forêt d’Eawy et dans le pays de Caux, différents  biens dans le bailliage de Gisors, Vexin Normand, une maison « le Manoir » dans la forêt de Lyons, tous les biens sis à Fleury la Forêt, Morgny, Lilly (les trois-villes), droit d’usage dans la forêt de Lyons 
Il fut père de Robert de Calletot, baron de Berneval & Jeanne (Marguerite) de Houdenc

Qui fut père de Jeanne de Calletot marié vers 1315 avec Jean I de Montmorency, sgr de Montmorency et d'une autre Jeanne mariée avec Guillaume du Bec-Crespin, sgr de Mauny

## Armoiries
- d'or au lion de gueules colleté d'argent

|
 de Calletot